# Rue Sainte-Walburge
La rue Sainte-Walburge (en wallon : rowe Sinte-Wảbeû) est l'artère principale du quartier administratif de Sainte-Walburge à Liège.

## Toponymie
Walburge est une sainte d'origine saxonne qui vécut au VIIIe siècle. Elle donna son nom au quartier de Sainte-Walburge.

## Historique
Cette rue est mentionnée pour la première fois au XIIIe siècle sous le nom de Faubourg Sainte-Walburge ou Voie Sainte-Walburge ou encore Le grand chemin. Cette rue était à l'extérieur des murailles de la ville. Elle reçut donc une léproserie (mentionnée pour la première fois en 1259).
En 1330, la chapelle Saint-Guillaume ainsi qu'un hôpital furent construits pour héberger les pauvres. En 1574, l'hôpital doit fermer pour cause de mauvaise gestion.
En 1604, le prévôt Jacques de Carondelet décide de désaffecter l'édifice. Pierre Stévart, chanoine de Saint-Lambert, rachète les bâtiments sur le « Bonnier des lépreux » et fait construire l'église Sainte-Walburge qui sera consacrée le 7 septembre 1614.
La rue est pavée 1706. En 1736, on dénombre 175 maisons le long de cet axe, en 1827, 181 maisons et en 1868, 3 055. À partir de 1901, une ligne de tramway vicinal électrifiée reliant Wihogne à Hocheporte passe par la rue Sainte-Walburge.
Lors de la bataille de Rocoux en 1746, le quartier, alors faubourg, fut l'enjeu de combats, où s'illustra le régiment de Picardie qui chassa les pandours hongrois des haies du faubourg Sainte-Walburge, où ils étaient embusqués, et, soutenu par une autre brigade, il ouvre un feu terrible qui oblige à la retraite l'infanterie ennemie à laquelle il prend six canons. La cavalerie hollandaise veut rétablir le combat, mais elle n'est pas plus heureuse que l'infanterie.

## Bâtiments remarquables et lieux de mémoire
Les fonts baptismaux de l'église Sainte-Walburge sont classés.

## Voiries adjacentes
De la Montagne Sainte-Walburge à la chaussée de Tongres :
- Montagne Sainte-Walburge
- Rue des Glacis
- Rue de Vottem
- Rue de Campine
- Rue des Tawes
- Vieille Voie de Tongres
- Place de l'Église
- Rue Jean Dister
- Rue du Limbourg
- Boulevard Jean de Wilde
- Boulevard des Hauteurs
- Rue de Rocourt
- Rue Bontemps
- Rue Jambe de Bois
- Rue Sergent Merx
- Rue Visé-Voie
- Chaussée de Tongres

### Biobibliographie
- Michel Dusart, Sainte-Walburge... de rue en rue, Liège, Céfal, 2008, 155 p. (ISBN 9782871302728, lire en ligne)